# Dyme rarospinosa
Dyme rarospinosa är en insektsart som beskrevs av Brunner von Wattenwyl 1907. Dyme rarospinosa ingår i släktet Dyme och familjen Diapheromeridae. Inga underarter finns listade i Catalogue of Life.